# Hejnał Rybnika

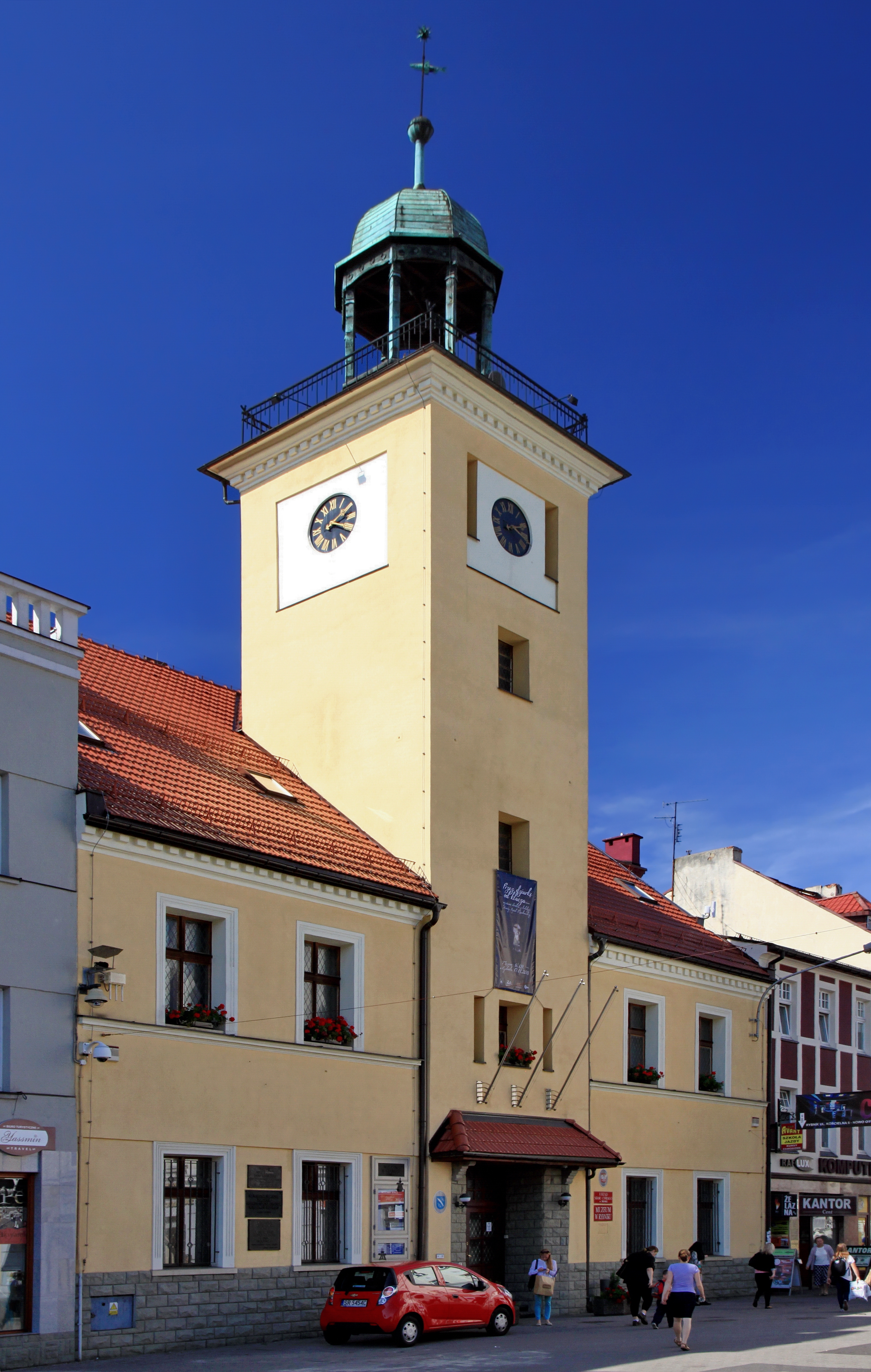
Dawny Ratusz

Hejnał Rybnika – hejnał miejski Rybnika został skomponowany przez Mirosława Jacka Błaszczyka z okazji jubileuszu VIII wieków Rybnika. Po raz pierwszy został odegrany 1 stycznia 2003. Od tego czasu rozbrzmiewa codziennie z wieży ratuszowej o każdej pełnej godzinie między 6.00 a 21.00. Jest jednym z symboli miasta.